# Enfield Falls Canal

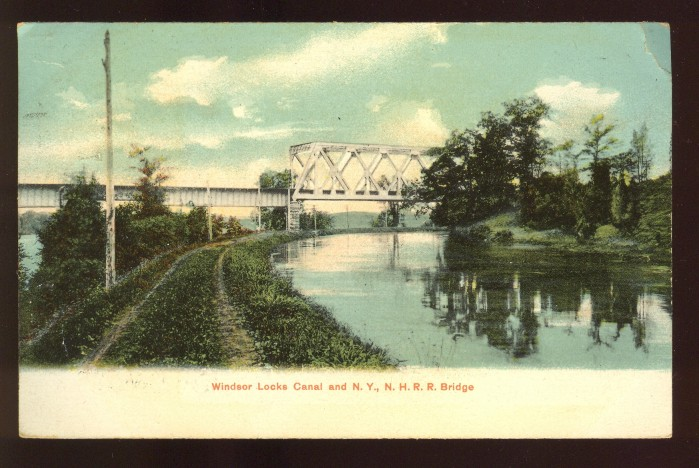
Postkarte von 1909.

Enfield Falls Canal (auch: Windsor Locks Canal) ist ein Kanal, der errichtet wurde, um mit Schiffen die Untiefen bei Enfield Falls (Enfield Rapids) am Connecticut River zu umfahren. Er macht den Fluss bis Springfield (Massachusetts) schiffbar und erstreckt sich westlich des Flusses, auf dem Gebiet der Städte Suffield und Windsor Locks in Hartford County in Connecticut, Vereinigte Staaten. Windsor Locks wurde nach den Schleusen (engl.: locks) am Kanal benannt.
Bevor der Kanal gebaut war, mussten die Scows oder andere Flachboden-Schiffe die auf dem Connecticut River verkehrten, von „Fallsmen“ (Treidlern) an den „Falls“ (Stromschnellen) hochgezogen werden. Für jede Tonne Last wurde ein Treidler benötigt und es konnten maximal 10 t befördert werden. Das machte den Transport sehr teuer. Zusätzliche Ladung musste bei Warehouse Point auf dem Ostufer abgeladen werden und später abgeholt, oder mit Ochsengespannen über den Landweg weitergebracht werden.

## Bau

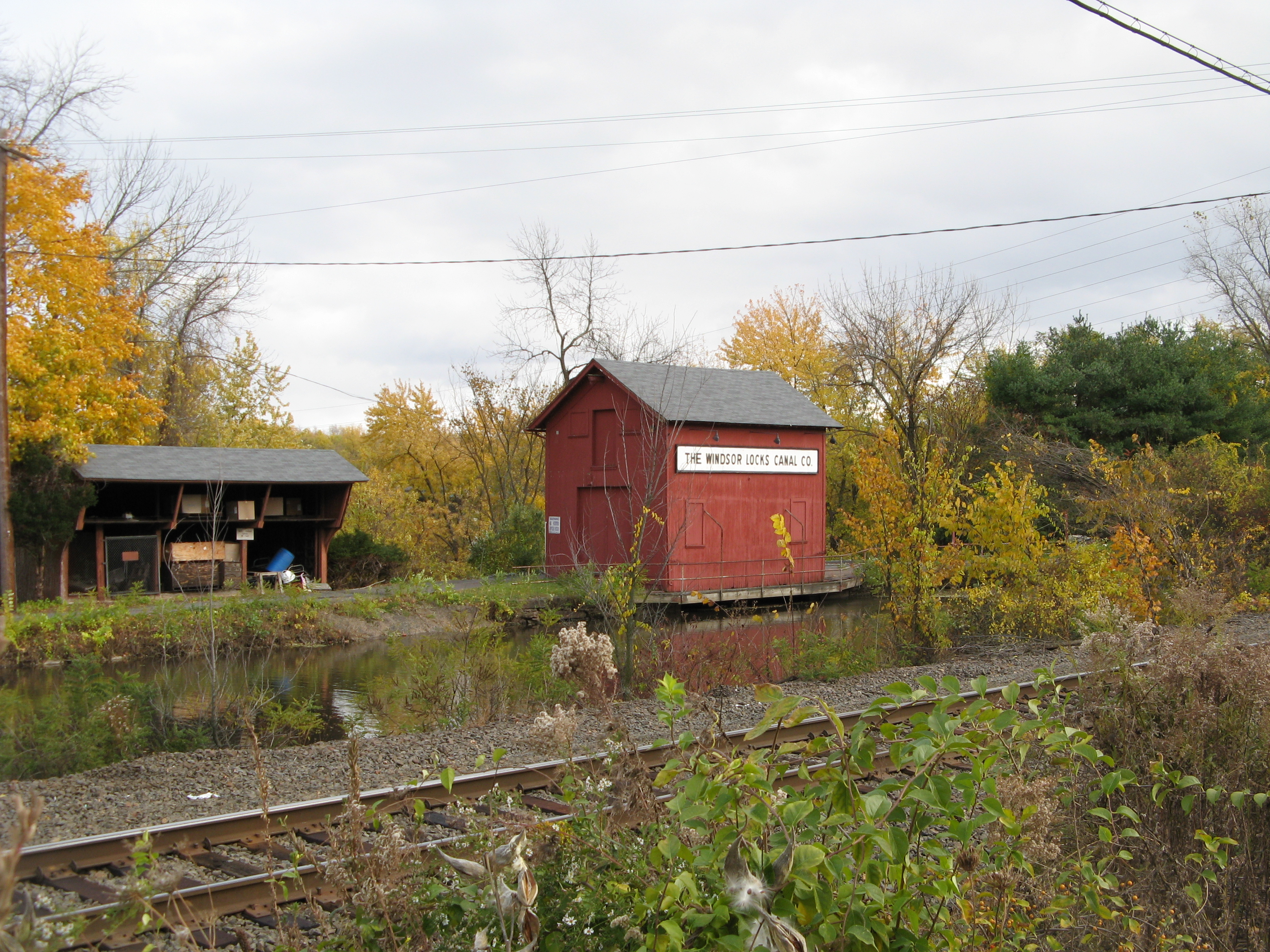
Gebäude der Windsor Locks Canal Company am Kanal. im Vordergrund die Schienen der Amtrak New Haven-Springfield Line.

Der Bau des Kanals begann 1827. Die Eröffnung fand am 11. November 1829 statt. Der Kanal war 5,25 mi (8,4 km) lang und hatte ein Gefälle von 32 ft (9,8 m). Die Schleusen erlaubten die Beförderung von Schiffen bis 90 ft (27 m) Länge und 20 ft (6,1 m) Breite. Der Kanal war einzigartig in seiner Zeit, weil seine Wände verstärkt waren, um auch den Verkehr mit Dampfschiffen zu ermöglichen. Er verfügte über eine wuchtiges Eingangstor mit präzisen Schleusen, so dass auch der Wasserstand im Kanal genau gesteuert werden konnte. Außerdem diente der Kanal zweifachem Nutzen, weil gleichzeitig Kanalgebühren erhoben werden konnten und Bauplätze für Mühlen und Wasserrechte für Wasserantriebe verkauft und verpachtet werden sollten.
Sobald der Kanal eröffnet war, nutzten viele Schiffe und auch wie geplant Dampfschiffe die Strecke, doch 1844 eröffnete die Hartford and Springfield Railroad, nach und nach ging der Schiffsverkehr auf dem Connecticut River zurück. Die Einnahmen aus den Wasserrechten zeigten sich als die lukrativste Investition beim Bau.

## Gegenwart
Heute ist der Kanal geschlossen und gehört der Ahlstrom Corporation, die am Kanal eine Fabrik betreibt. Die Schleusen existieren noch, sind aber seit den 1970ern nicht mehr benutzbar. Der größte Teil des alten Leinpfades (towpath) steht der Öffentlichkeit zum Wandern und Radfahren offen. Dort ist heute der Windsor Locks Canal State Park Trail eingerichtet. Der Kanal ist in das National Register of Historic Places aufgenommen worden.